# بدوطر عقربي
بدوطر عقربي (الاسم العلمي: Bodotria scorpioides) هو نوع من المفصليات يتبع جنس البدوطر من الفصيلة البدوطرية.